# Kult des höchsten Wesens

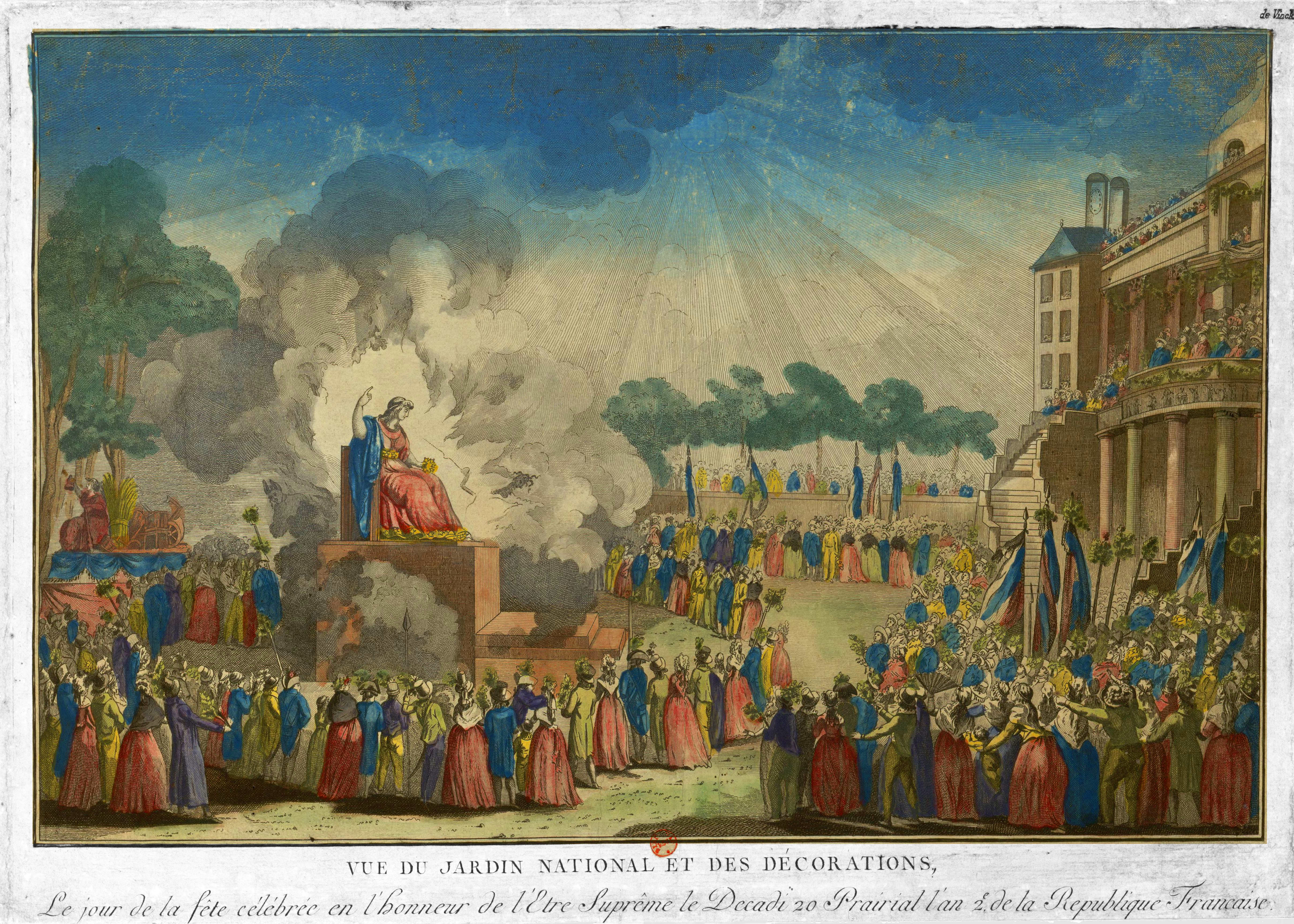
Fest des Höchsten Wesens in den Tuilerien (8. Juni 1794)

Der Kult des höchsten Wesens (französisch Culte de l’Être suprême) gehörte wie andere Revolutionskulte zu einem Ensemble zivilreligiöser Feste und Glaubensformen während der Französischen Revolution, das an Stelle von Christentum und insbesondere Katholizismus in die gesellschaftlich-politische Mitte treten sollte. Die Entchristianisierung verband sich in besonderer Weise mit dem deistischen Kult des höchsten Wesens, der auf Betreiben von Maximilien de Robespierre im Frühjahr 1794 offiziellen Status erhielt, aber nach dessen Sturz im Sommer desselben Jahres wieder aufgegeben wurde.

## Glaubensinhalt

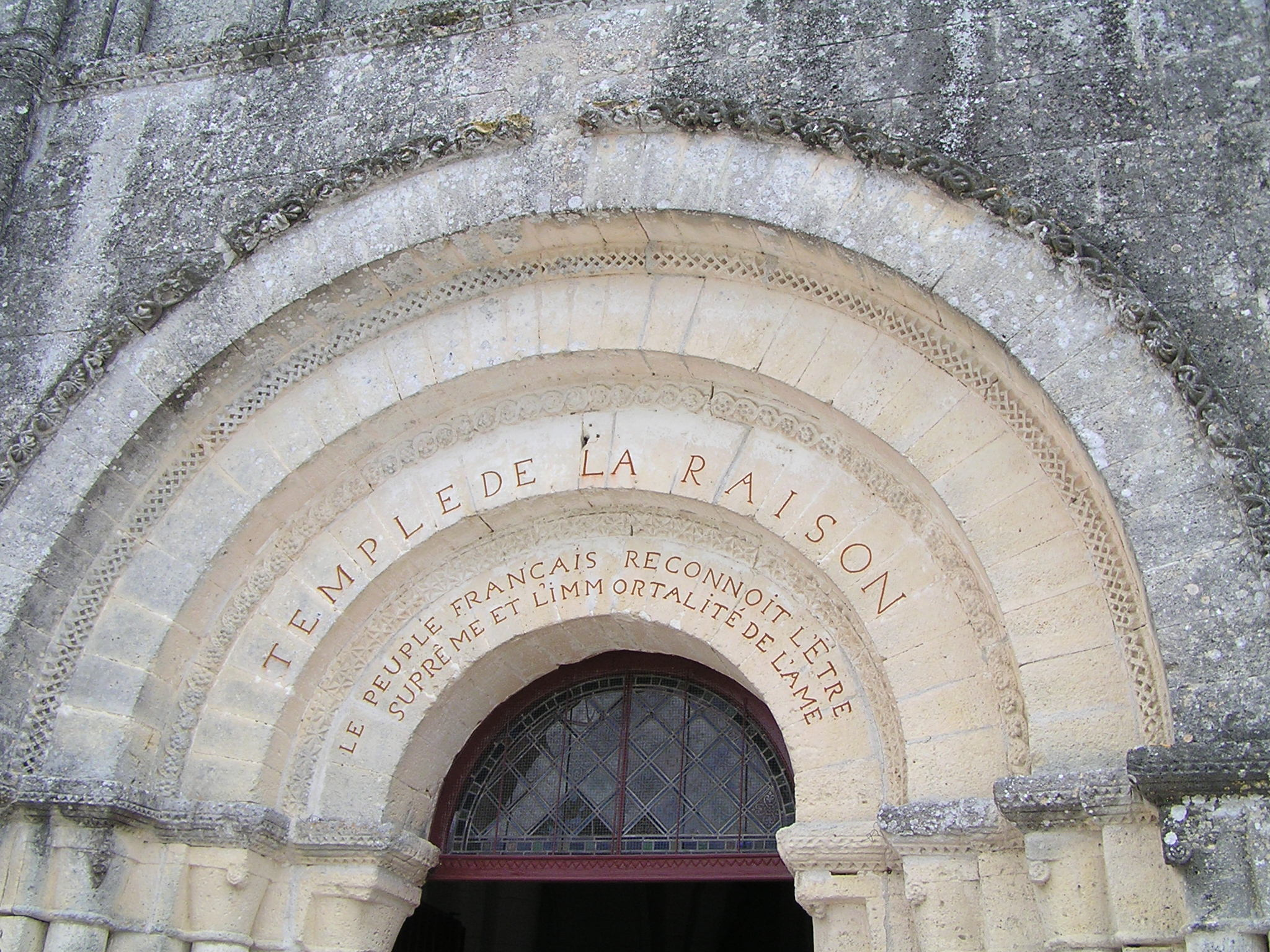
Inschrift am Portal der romanischen Kirche von Criteuil-la-Magdeleine: Temple de la Raison. Le Peuple Français reconnoit l’Être Suprême et l’Immortalité de l’Âme („Tempel der Vernunft. Das französische Volk erkennt das Höchste Wesen und die Unsterblichkeit der Seele an“).

Der Begriff des Être suprême erscheint bereits in der Präambel zum eigentlichen Grundtext der Französischen Revolution, der Erklärung der Menschen- und Bürgerrechte vom 26. August 1789. Die Nationalversammlung machte die Erklärung «en présence et sous les auspices de l’Être Suprême» („in Gegenwart und unter dem Schutze des allerhöchsten Wesens“). Der Begriff und sein religionsphilosophischer Inhalt wurzelte in der wissenschaftlich begründeten Skepsis der Aufklärung gegenüber den traditionellen Bekenntnissen; die Bandbreite dieser Skepsis reichte vom Atheismus bis zu einer rationalistischen, deistischen, nicht länger christlichen Frömmigkeit, zu der auch die Vorstellung eines „höchsten Wesens“ – das Wort „Gott“ schien infolge seiner Bindung an die alten Glaubensformen nicht angemessen – gehörte.
Mit dem 1794 eingerichteten Kult des höchsten Wesens verband sich die Zurückweisung des Atheismus und der Grundsatz der Religionsfreiheit. Er selbst basierte auf dem Deismus, d. h. der Überzeugung vom Dasein eines höchsten, überweltlichen, persönlichen Wesens, das die Welt erschaffen hat, und erkannte die Unsterblichkeit der Seele an. Allerdings trug er den Charakter einer gesellschaftlich-politischen Rahmenspiritualität, die nicht in förmliche Konkurrenz zu Katholizismus, Protestantismus oder Judentum trat und diese vielmehr umfassen bzw. ihnen einen zivilreligiösen Ausdruck geben und sie mit der Zeit obsolet werden lassen sollte; die Natur des höchsten Wesens wurde weder definiert noch gab es eine religiöse Dogmatik. Die diesseitigen Aspekte blieben im Vordergrund: Als Kulthandlungen wurde die Ausübung der Bürgerpflichten verstanden, vorgesehen war, dass zusammen mit dem höchsten Wesen auch stets die Natur gefeiert würde. Noch heute findet sich der Begriff des höchsten Wesens in der Freimaurerei (siehe Allmächtiger Baumeister aller Welten).

## Einführung des Kults

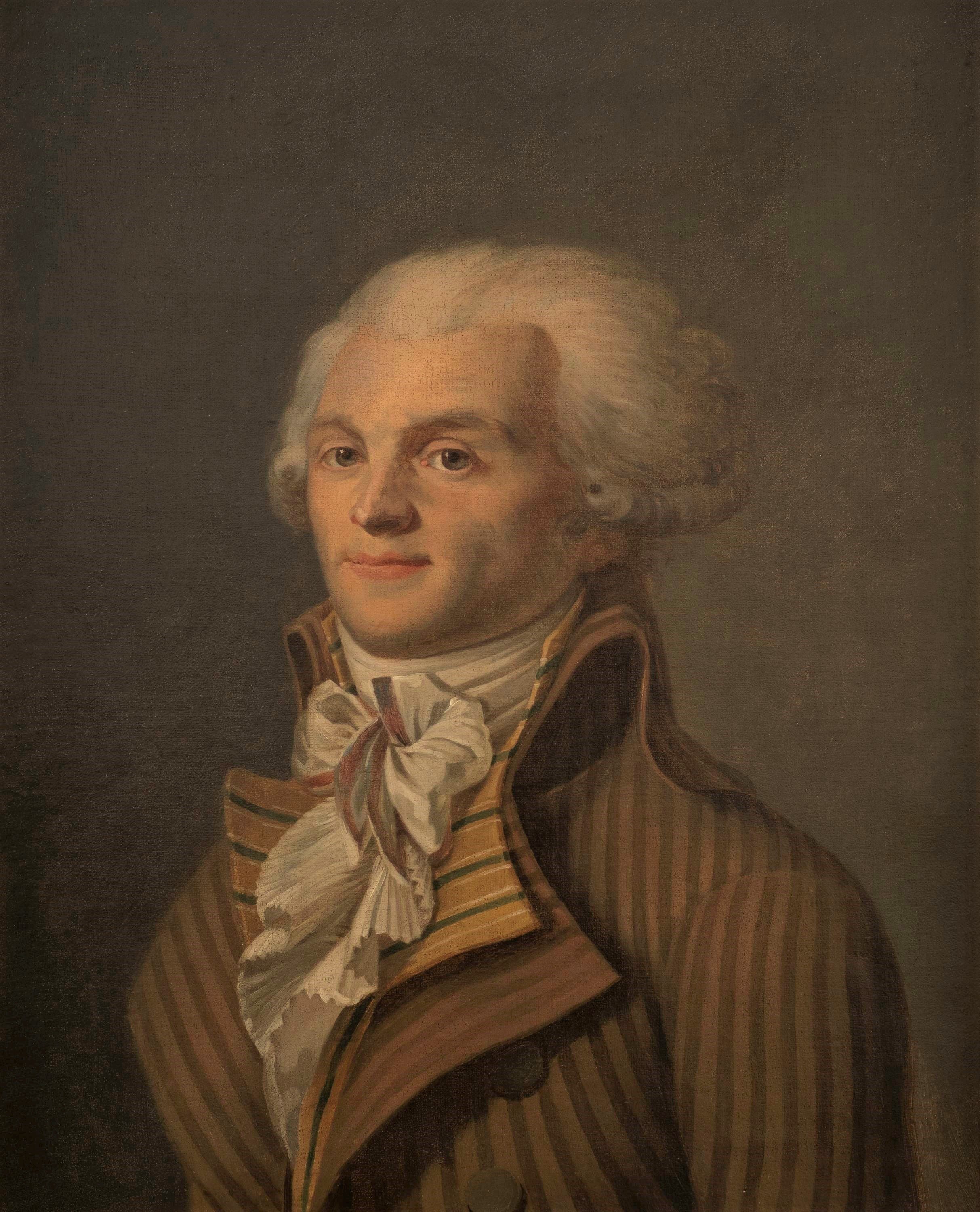
Maximilien de Robespierre

Dem Kult des höchsten Wesens unmittelbar voran ging der Kult der Vernunft, der dem Weiterleben der traditionellen Frömmigkeit in der volkstümlichen Verehrung von Revolutionsmärtyrern entgegenwirken sollte und von den Antiklerikalen (Hébertisten) getragen wurde. Der Kult der Vernunft traf jedoch von Beginn an auf breiten Widerstand in der Bevölkerung und auch Robespierre sprach sich am 21. November 1793 im Jakobinerclub ausdrücklich für die Freiheit der Religionsausübung aus. Abgesehen von seinen eigenen Glaubensüberzeugungen, die sich mit dem stark atheistisch geprägten Kult der Vernunft nicht in Einklang bringen ließen, sah er in der Abschaffung der Gottesdienste einen politischen Fehler, der die emotionalen Bedürfnisse der Menschen übersehe und die Zahl der Republikfeinde im In- und Ausland vermehre. Am 6. Dezember 1793 mahnte der Nationalkonvent die freie Religionsausübung an, die er aufrechtzuerhalten versprach. An den getroffenen Maßnahmen änderte sich jedoch nichts und die Kirchen blieben zivilreligiöse Tempel. Der Status quo endete erst Ende März 1794; nach der Verfolgung und Hinrichtung der Hébertisten wurde auch der Kult der Vernunft unterdrückt.

## Fest des Höchsten Wesens

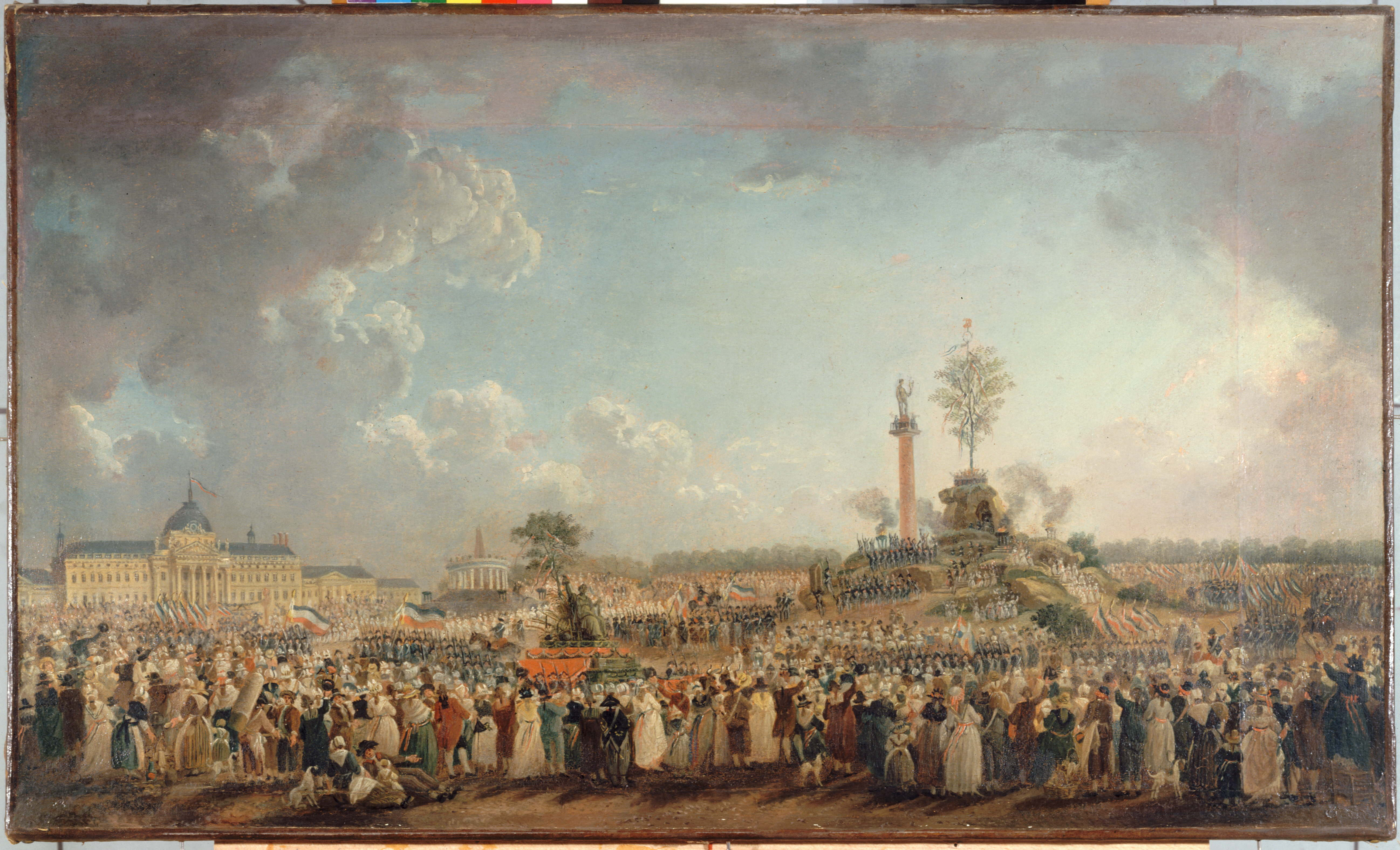
Fest des Höchsten Wesens auf dem Pariser Marsfeld (8. Juni 1794)

Auf Robespierres Betreiben wurde am 7. Mai 1794 (18. Floréal II  nach dem damals geltenden Französischen Revolutionskalender) per Dekret der Kult des Höchsten Wesens eingesetzt und als Feier in die Reihe der nationalen Feste aufgenommen. Der Eingangsartikel des Dekrets verdeutlichte den deistischen Ansatz des Kults und die Nähe zur traditionellen Frömmigkeit: «Le peuple français reconnaît l’existence de l’Être suprême, et l’immortalité de l’âme.» („Das französische Volk anerkennt die Existenz des höchsten Wesens und die Unsterblichkeit der Seele.“) Am 8. Juni 1794 (20. Prairial II) weihte ein von Jacques-Louis David, dem „Staatsregisseur für die Repräsentation“, minutiös geplantes „Fest des Höchsten Wesens“ («Fête de l'Être suprême») in Paris den neuen Kult feierlich ein. Robespierre persönlich spielte die zentrale Rolle in diesem Ereignis. In den Tuilerien sprach er erst zum Volk und entzündete dann einen Scheiterhaufen, worauf eine Statue des Atheismus verbrannte und aus ihrem Inneren das Standbild der Weisheit freigab. Der zweite, rein musikalisch und religiöse Teil des Fests fand dann auf dem Marsfeld statt, wo ein künstlicher Berg mit einem Freiheitsbaum und einer Statue des höchsten Wesens auf einer Säule aufgebaut worden war und das Volk einen Eid sprach.

„Das Fest […] fand zu Paris […] mit größtem Glanze statt. Ein weites Amphitheater, worin für beinah 2000 Personen Raum, wurde dicht an den Tuilerien, nach der Gartenseite zu, errichtet. Im untern Geschosse bildeten über 800 Tonkünstler das Orchester. Mittags erschienen die Mitglieder des Convents in königblauem Frack und kurzen dammhirschledernen Hosen. Der Präsident, M. Robespierre, zeichnete sich durch einen violettfarbenen Sammetfrack von den Uebrigen aus. Jeder Abgeordnete hielt ein Sträußchen von Getreideähren, Blumen und Früchten in der Hand. Robespierre betrat die in der Mitte des Amphitheaters errichtete Tribüne und hielt eine Rede, worin er das Volk zur Feier dieses Festes beglückwünschte. […] Hierauf sang man die berühmt gewordene Hymne: ‚Père de l'univers, suprême intelligence,‘ etc. (Allvater, oberste Vernunft u. s. w.) Vor dem Amphitheater über dem mit Brettern verdeckten Springbrunnen erhob sich ein Monument, das alle feindlichen Dämonen der öffentlichen Wohlfahrt beherbergte.“

Der Kult sowie insbesondere der Festakt stießen auf beträchtliche Ablehnung und wurden Robespierre als Selbstübersteigerung und Abkehr von seiner sprichwörtlichen „Unbestechlichkeit“ vorgeworfen. Jedoch nahmen Teile der Provinzbevölkerung, insbesondere im Südosten und Westen Frankreichs, den neuen Kult auch an. Zudem existierten schwärmerische Kultgruppen wie die von Suzette Labrousse oder die von Catherine Théot, die Robespierre selbst für einen Messias des Höchsten Wesens hielt.

## Aufhebung des Kults
Nach dem Sturz Robespierres am 27. Juli 1794 (9. Thermidor II) führte der Nationalkonvent den Kult nicht mehr fort und beschloss am 18. September die Trennung von Kirche und Staat samt Aufhebung aller Unterstützungsleistungen für jedwede Geistlichkeit. Die Religionspolitik des französischen Staats blieb wechselhaft repressiv bis zum Ausgleich Napoleons mit der katholischen Kirche im Konkordat von 1801. Der Kult des Höchsten Wesens, der ab Mitte 1794 ohne staatliche Unterstützung beinahe sofort verschwunden war, hatte im Gegensatz zum konkurrierenden Kult der Vernunft keine dauerhaften Auswirkungen und blieb eng mit der Person Robespierres und der an seiner Einführung geäußerten Kritik verbunden.

## Boullées Architektur für das höchste Wesen

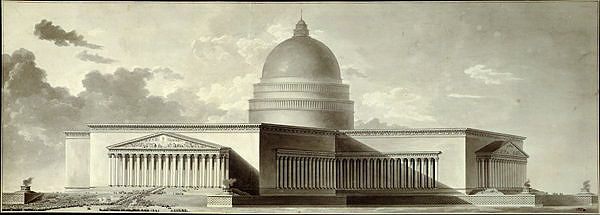
Étienne-Louis Boullée: Projet d’une basilique à l’Être Suprême intitulée Métropole (1781)

Die kurze Existenz des Kults verhinderte jede dauerhafte bauliche Umsetzung seiner Ideenwelt. Gleichwohl gibt es eine „gedachte Architektur“, die sich mit dem höchsten Wesen verbindet. Der später als „Revolutionsarchitekt“ bezeichnete Étienne-Louis Boullée hatte 1781 einen aus geometrischen Grundformen entwickelten Kirchenbau namens Métropole entworfen, der explizit einem Être suprême bestimmt war. Ein weiterer Entwurf Monument destiné aux hommages dus à l’Être Suprême („Für die dem höchsten Wesen geschuldeten Verehrungen bestimmtes Monument“) wies gigantische Ausmaße auf. In seinem 1799 nachgelassenen Werk Essai sur l’art schrieb Boullée:

« Un édifice destiné au culte de l’Être Suprême! Voilà certainement un sujet qui comporte des idées sublimes et auquel il est nécessaire que l’architecture imprime un caractère. »

„Ein Bauwerk, bestimmt für den Kult des höchsten Wesens! Das ist sicher ein Thema, das erhabene Ideen mit sich bringt und es notwendig macht, dass die Architektur ein Zeichen setzt.“

## Rezeption
In Anlehnung an den Kult des höchsten Wesens schrieb Johann Strauss die Operette Die Göttin der Vernunft.